# Anna (Madame)
Anna è il singolo di debutto della rapper italiana Madame, pubblicato il 13 settembre 2018.

## Video musicale
Il video musicale del brano, diretto da Dimitri Bertetto, è stato pubblicato contestualmente all'uscita del singolo sul canale YouTube di AAR Music.

## Tracce
Testi di Francesca Calearo, musiche di Francesca Calearo e Giorgio Arcella.
1. Anna – 3:53